# Religionsgeschichtliche Versuche und Vorarbeiten

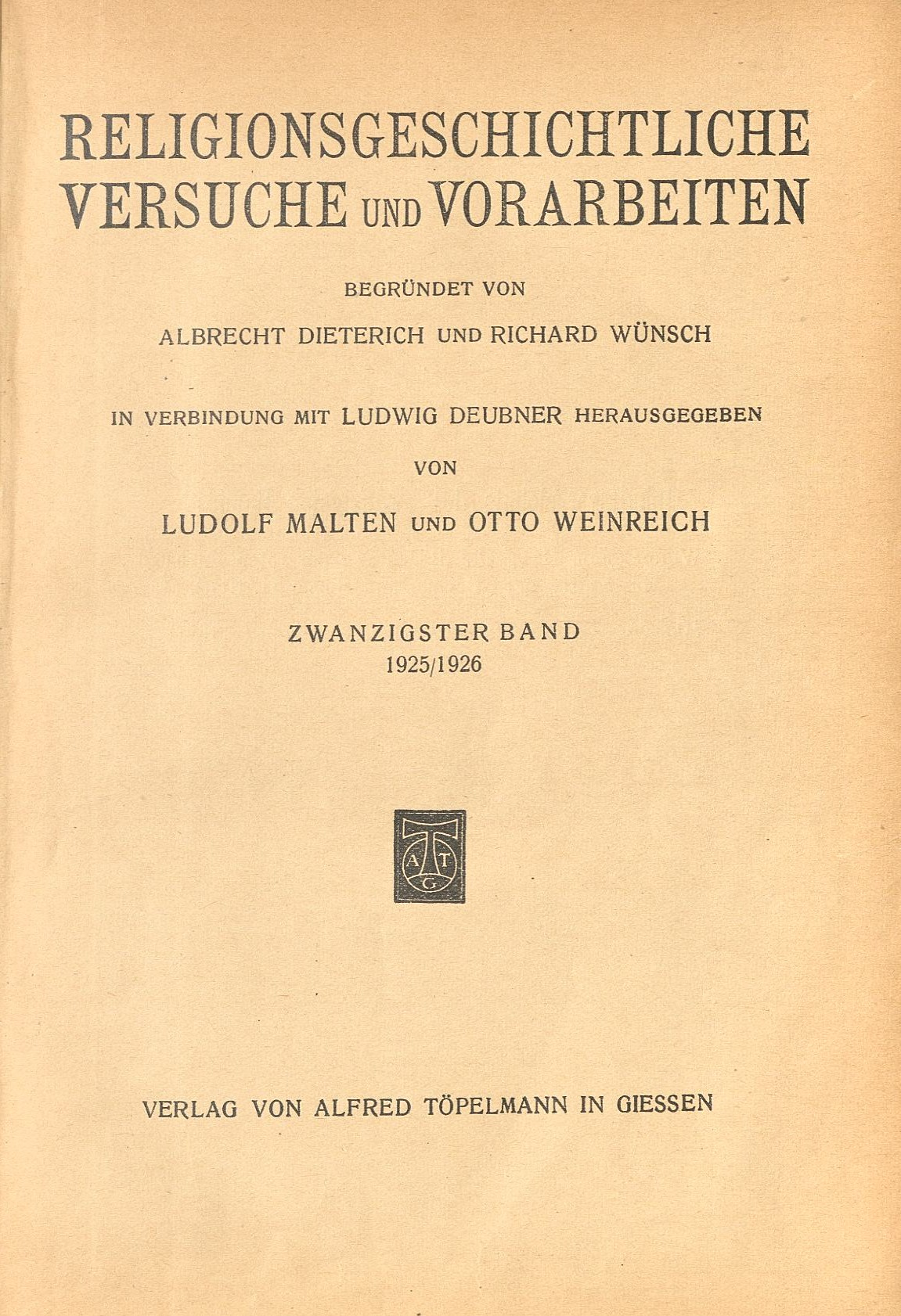
Religionsgeschichtliche Versuche und Vorarbeiten 20. Band 1925/1926

Religionsgeschichtliche Versuche und Vorarbeiten (RGVV) ist der Titel einer wissenschaftlichen Buchreihe zur Religionsgeschichte der Antike.
Sie wurde 1902 von den Gießener Philologieprofessoren Albrecht Dieterich und Richard Wünsch begründet und erschien in dichter Folge bis 1939 im Verlag Alfred Töpelmann, zuletzt herausgegeben von Ludolf Malten und Otto Weinreich. Ab 1969 wurde sie unter der Leitung von Carsten Colpe im Verlag Walter de Gruyter wiederaufgenommen und durch Fritz Graf, Hans G. Kippenberg und Lawrence E. Sullivan weitergeführt. Die heutigen Herausgeber sind Jörg Rüpke (Universität Erfurt) und Christoph Uehlinger (Universität Zürich).

## Liste der Hefte (noch unvollständig)
| Nr.  | Autor                    | Titel | Jahr | Bemerkungen                                                     |
| ---- | ------------------------ | --- | ---- | --------------------------------------------------------------- |
| 1    | Hugo Hepding             | Attis, seine Mythen und sein Kult | 1903 | Nachdruck Berlin 1967                                           |
| 2,1  | Hugo Gressmann           | Musik und Musikinstrumente im Alten Testament: Eine religionsgeschichtliche Studie                                                                        | 1903 |                                                                 |
| 2,2  | Ludwig Ruhl              | De mortuorum iudicio | 1903 |                                                                 |
| 2,3  | Ludwig Fahz              | De poetarum Romanorum doctrina magica quaestiones selectae                                                                                                | 1904 | Dissertation (Gießen 1904)                                      |
| 2,4  | Georg Blecher            | De extispicio capita tria scripsit et imaginibus illustravit                                                                                              | 1905 |                                                                 |
| 3,1  | Carl Olof Thulin         | Die Götter des Martianus Capella und der Bronzeleber von Piacenza                                                                                         | 1906 |                                                                 |
| 3,2  | Wilhelm Gundel           | De stellarum appellatione et religione Romana | 1907 |                                                                 |
| 3,3  | Fritz Pradel             | Griechische und süditalienische Gebete, Beschwörungen und Rezepte des Mittelalters                                                                        | 1907 |                                                                 |
| 4,1  | Heinrich Schmidt         | Veteres philosophi quomodo iudicaverint de precibus | 1907 | Dissertation Kiel 1907, Digitalisat                             |
| 4,2  | Adam Abt                 | Die Apologie des Apuleius von Madaura und die antike Zauberei: Beiträge zur Erläuterung der Schrift de magia                                              | 1908 | Nachdruck Berlin 1967                                           |
| 4,3  | Philipp Ehrmann          | De iuris sacri interpretibus Atticis | 1908 |                                                                 |
| 5    | Friedrich Pfister        | Das Objekt des Reliquienkultes | 1909 | Teil der Monografie Der Reliquienkult im Altertum (Gießen 1912) |
| 6    | Eugen Fehrle             | Die kultische Keuschheit im Altertum | 1910 | Dissertation (Gießen 1908); Nachdruck Berlin 1966               |
| 7,1  | Wilhelm Schmidt          | Geburtstag im Altertum | 1908 |                                                                 |
| 7,2  | Georg Appel              | De Romanorum precationibus | 1909 | erweiterte Dissertation (Gießen 1908)                           |
| 7,3  | Julius Tambornino        | De antiquorum daemonismo | 1909 | erweiterte Dissertation (Münster 1909)                          |
| 8,1  | Otto Weinreich           | Antike Heilungswunder: Untersuchungen zum Wunderglauben der Griechen und Römer                                                                            | 1909 |                                                                 |
| 8,2  | Ernst Schmidt            | Kultübertragungen | 1909 |                                                                 |
| 8,3  | Erich Mueller            | De Graecorum deorum partibus tragicis | 1910 |                                                                 |
| 9,1  | Theodor Wächter          | Reinheitsvorschriften im griechischen Kult | 1910 |                                                                 |
| 9,2  | Karl Kircher             | Die sakrale Bedeutung des Weines im Altertum | 1910 |                                                                 |
| 9,3  | Josef Heckenbach         | De nuditate sacra sacrisque vinculis | 1911 | erweiterte Dissertation, Münster 1910                           |
| 10   | Adolf Bonhöffer          | Epiktet und das Neue Testament | 1911 |                                                                 |
| 11,1 | Otto Berthold            | Die Unverwundbarkeit in Sage und Aberglauben der Griechen: Mit einem Anhang über die Unverwundbarkeitsglauben bei anderen Völkern, besonders den Germanen | 1911 | Dissertation (Leipzig 1911)                                     |
| 11,2 | Jakob Pley               | De lanae in antiquorum ritibus usu | 1911 | Dissertation (Münster 1911)                                     |
| 11,3 | Richard Perdelwitz       | Die Mysterienreligion und das Problem des I. Petrusbriefes: Ein literarischer und religionsgeschichtlicher Versuch                                        | 1911 |                                                                 |
| 11,4 | Julius von Negelein      | Der Traumschlüssel des Jagaddeva: Ein Beitrag zur indischen Mantik                                                                                        | 1912 |                                                                 |
| 12,1 | Rudolf Staehlin          | Das Motiv der Mantik im antiken Drama | 1912 | erweiterte Dissertation (Heidelberg 1912)                       |
| 12,2 | Isidor Scheftelowitz     | Das Schlingen- und Netzmotiv im Glauben und Brauch der Völker                                                                                             | 1912 |                                                                 |
| 12,3 | Ferdinand Kutsch         | Attische Heilgötter und Heilheroen | 1913 |                                                                 |
| 13,1 | Carl Clemen              | Der Einfluss der Mysterienreligionen auf das älteste Christentum                                                                                          | 1913 |                                                                 |
| 13,2 | Erich Küster             | Die Schlange in der griechischen Kunst und Religion | 1913 |                                                                 |
| 13,3 | Kurt Latte               | De saltationibus Graecorum armatis capita quinque |      | Dissertation (Königsberg 1913)                                  |
| 14,1 | Kurt Linck               | De antiquissimis veterum quae ad Jesum Nazarenum spectant testimoniis                                                                                     | 1913 |                                                                 |
| 14,2 | Josef Köchling           | De coronarum apud antiquos vi atque usu | 1914 | erweiterte Dissertation (Münster 1913)                          |
| 14,3 | Isidor Scheftelowitz     | Das stellvertretende Huhnopfer. Mit besonderer Berücksichtigung des jüdischen Volksglaubens                                                               | 1914 |                                                                 |
| 14,4 | Gustav Lejeune Dirichlet | De veterum macarismis | 1914 | erweiterte Dissertation (Königsberg 1913)                       |
| 14,5 | Morris Jastrow           | Babylonian-Assyrian Birth-omens and their cultural significance                                                                                           | 1914 |                                                                 |
| 15,1 | Alois Tresp              | Die Fragmente der griechischen Kultschriftsteller | 1914 |                                                                 |
| 15,2 | Karl Wyss                | Die Milch im Kultus der Griechen und Römer | 1914 |                                                                 |
| 15,3 | Friedrich Schwenn        | Die Menschenopfer bei den Griechen und Römern | 1915 | Dissertation (Rostock 1915); Nachdruck Berlin 1966              |
| 16,1 | Otto Weinreich           | Triskaidekadische Studien: Beiträge zur Geschichte der Zahlen                                                                                             | 1916 | Nachdruck Berlin 1967                                           |
| 16,2 | Odo Casel                | De philosophorum Graecorum silentio mystico | 1920 | Nachdruck Berlin 1967                                           |
| 17,1 | Carl Clemen              | Die griechischen und lateinischen Nachrichten über die persische Religion                                                                                 | 1920 | Digitalisat                                                     |
| 18,1 | Hans Vordemfelde         | Die germanische Religion in den deutschen Volksrechten. 1. Halbband: Der religiöse Glaube.                                                                | 1923 |                                                                 |
| 19,1 | Eduard Williger          | Hagios. Untersuchungen zur Terminologie des Heiligen in den hellenisch-hellenistischen Religionen                                                         | 1922 |                                                                 |
| 31   | Klaus Schippmann         | Die iranischen Feuerheiligtümer | 1971 |                                                                 |